# Ramzi Abid
Ramzi Abid, född den 24 mars 1980, är en kanadensisk ishockeyspelare som spelar för JYP i FM-ligan. Han har även brittiskt pass och kommer ursprungligen från Tunisien.
Ramzi Abid blev först draftad av Colorado Avalanche som 28:e spelare totalt i NHL Entry Draft 1998 men skrev inget kontrakt med dem. Två år senare blev han åter draftad, den här gången av Phoenix Coyotes som 85:e spelare totalt.

## Klubbar
- Rögle BK
- Traktor Chelyabinsk
- Rapperswil
- Bern
- Nashville Predators
- Milwaukee Admirals
- Atlanta Thrashers
- Chicago Wolves
- Wilkes Barre-Scranton Penguins
- Pittsburgh Penguins
- Phoenix Coyotes
- Springfield Falcons
- Halifax Mooseheads
- Acadie-Bathurst Titan
- Chicoutimi Saguenéens